# Jimmy McCracklin
Jimmy McCracklin, (Saint Louis, 1921. augusztus 13. – San Pablo, 2012. december 20.) amerikai blueszongorista, énekes, dalszerző. James David Walker Jr. (Jimmy McCracklin) amerikai zongorista, énekes és dalszerző stílusa a nyugati parti bluest, a jump bluest és az R&B-t tartalmazta. Hét évtizedes pályafutása során majdnem ezer dalt írt, és ezek közül több százat rögzített, több mint 30 albumot vett fel, közűlül négy aranylemez lett. Tom Mazzolini, a San Francisco Blues Fesztivál munkatársa ezt mondta róla: „Valószínűleg ő volt a legfontosabb zenész, aki kijött a Bay Area-ből a második világháború utáni években.”
A források éltérnek atekintetben, hogy az arkansasi Elaine-ben vagy a Missouri állambeli St. Louis-ban született-e?

## Pályafutása
McCracklin 1938-ban csatlakozott az Egyesült Államok haditengerészetéhez. Utána a kaliforniai Richmondban telepedett le. A sógornője, Willie Mae Johnson a helyi Club Savoyban kezdett dolgozni. A  bárban sört és bort szolgáltak fel, Mae Johnson pedig házi főtt ételeket szolgált fel. A Bay Area-i zenészekből álló házizenekar váltakozott, de olyan előadói voltak, mint B. B. King, Charles Brown és L. C. Robinson. Késöbb, 1963-ban McCracklin írt egy „Club Savoy” című dalt az „I Just Gotta Know” albuma számára.
Felvette debütáló kislemezét "Miss Mattie Left Me" címmel 1945-ben, és a "Street Loafin' Woman"-t 1946-ban.
McCracklin számos Los Angeles-i és Oakland-i kiadónak készített felvételeket.  1949-ben a Modern Records-hoz csatlakozott. 1946-ban megalapította Jimmy McCracklin és Blues Blasters nevű zenekarát Robert Kelton gitárossal, akit később Lafayette Thomas váltott fel.
A „The Walk” című kislemeze (1957) Billboard R&B-slágerlistájának 5. helyére és a popslágerlisták 7. helyére került. A Jimmy McCracklin Sings című  szólóalbuma 1962-ben jelent meg. 1962-ben felvette a "Just Got to Know"-t saját Art-Tone kiadójánál; a lemez a R&B toplista 2. helyére került.
Az 1970-es évek elején egy rövid ideig McCracklin vezette a Continental Clubot. Olyan blues-előadásaik voltak, mint a T-Bone Walker, Irma Thomas, Big Joe Turner, Big Mama Thornton és Etta James fellépései.
1967-ben Otis Redding és Carla Thomas sikert aratott a Tramp című dallal, amely McCracklin és Lowell Fulson nevéhez fűződik.
McCracklin az 1980-as és 1990-es években McCracklin turnézott és új albumokat adott ki.
Játszott a San Francisco Blues Festivalon 1973-ban, 1977-ben, 1980-ban, 1981-ben, 1984-ben és 2007-ben. 1990-ben a Rhythm and Blues Foundation Rhythm and Blues Foundation díjat kapott, a Bay Area Black Music Awards-on 2007-ben pedig Living Legend és Hall of Fame kitüntetést kapott.
2012. december 20-án, hosszan tartó betegség után, 91 évesen halt meg a kaliforniai San Pablo-ban, a San Francisco-öböl térségében.
- Bob Dylan McCracklint kedvenceként említette.

## Lemezválogatás
2007: 1951-1954

2004: 1948-1951

2003: 1945-1948

2003: Jumpin Bay Area 1948-1955

1999: Tell It to the Judge!

1997: The Walk: Jimmy McCracklin at His Best

1994: A Taste of the Blues

1992: The Mercury Recordings: West Coast blues, Soul-Blues

1991: Jimmy McCracklin: My Story

1991: My Story

1981: All His Bluesblasters

1978: Rockin' Man

1972: Yesterday Is Gone

1971: High on the Blues

1969: Stinger Man

1968: Let's Get Together

1966: New Soul of Jimmy McCracklin

1966: My Answer

1965: Think

1965: Every Night, Every Day

1963: My Rockin' Soul

1963: I Just Gotta Know

1962: Jimmy McCracklin Sings

## Fordítás
Ez a szócikk részben vagy egészben  a   Jimmy McCracklin című angol Wikipédia-szócikk ezen változatának fordításán alapul.  Az eredeti cikk szerkesztőit annak laptörténete sorolja fel. Ez a jelzés csupán a megfogalmazás eredetét és a szerzői jogokat jelzi, nem szolgál a cikkben szereplő információk forrásmegjelöléseként.